# Орден Республики (Ливия)
Орден Республики (араб. وسام الجمهوريه‎) — государственная награда Ливии, учреждённая в 1969 году.

## История
Орден был учреждён Ливийская Арабская Республика в 1969 году и, таким образом, заменил упразднённый королевский орден Идриса I. Предназначался для глав иностранных государств.

## Описание
Знак ордена, носившийся на левой стороне груди, был выполнен в форме восьмиконечной звезды, покрытой эмалью красного цвета. Между её лучами располагались белые эмалированные шипы. В центре был круглый медальон, на красно-бело-чёрном фоне которого изображались два золотых скрещенных меча и голова беркута в центре.
Лента сторона ленты была красного цвета, а правая — чёрного, их разделяет белый треугольник.

## Известные кавалеры
- Муамар Каддафи
- Йосип Броз Тито (1973)[2]